# イーグル銀貨
イーグル銀貨（イーグルぎんか、英: the American Silver Eagle）とは、アメリカ合衆国造幣局が鋳造する地金型銀貨である。
銀貨の総質量のうち銀が99.9%含まれていることをアメリカ合衆国造幣局が保証している。
重量は1トロイオンス(31.103グラム)で、名目上の額面価格は1ドル。但し、これは市場での流通価格より低い額である。

## デザイン
コインの表面のデザインは、もともと1916年から 1947年まで米国の50セント銀貨に使用されていたエードルフ・A・ワインマンによる「ウォーキング・リバティー」デザインを流用している。表面には、鋳造年または発行年、自由を意味する「LIBERTY」という単語、および国家の標語であり「我々は神を信じる」という意味の「IN GOD WE TRUST」というフレーズが刻まれている。
1986年から2021年までの裏面のデザインは盾の後ろに紋章の鷲が描かれていた。鷲は右の爪でオリーブの枝を、左の爪で矢を掴み、米国の国章を反映したものである。鷲の上には、13の植民地を表す13個の五芒星があった。
2021年以降、裏面は新たにエミリー・ダムストラによってデザインされ、木の枝にとまる鷲が描かれている。

## 鋳造量
| 年代              | 通常        | プルーフ   | 未流通     | 総数量      |
| ----------------- | ----------- | ---------- | ---------- | ----------- |
| 1986              | 5,393,005   | 1,446,778  | -          | 6,839,783   |
| 1987              | 11,442,335  | 904,732    | -          | 12,347,067  |
| 1988              | 5,004,646   | 557,370    | -          | 5,562,016   |
| 1989              | 5,203,327   | 617,694    | -          | 5,821,021   |
| 1990              | 5,840,110   | 695,510    | -          | 6,535,620   |
| 1991              | 7,191,066   | 511,925    | -          | 7,702,991   |
| 1992              | 5,540,068   | 498,654    | -          | 6,038,722   |
| 1993              | 6,763,762   | 405,913    | -          | 7,169,675   |
| 1994              | 4,227,319   | 372,168    | -          | 4,599,487   |
| 1995              | 4,672,051   | 438,511    | -          | 5,110,562   |
| 1995-W            | -           | 30,125     | -          | 30,125      |
| 1996              | 3,603,386   | 500,000    | -          | 4,103,386   |
| 1997              | 4,295,004   | 435,368    | -          | 4,730,372   |
| 1998              | 4,847,549   | 450,000    | -          | 5,297,549   |
| 1999              | 7,408,640   | 549,796    | -          | 7,958,436   |
| 2000              | 9,239,132   | 600,000    | -          | 9,839,132   |
| 2001              | 9,001,711   | 746,398    | -          | 9,748,109   |
| 2002              | 10,539,026  | 647,342    | -          | 11,186,368  |
| 2003              | 8,495,008   | 747,831    | -          | 9,242,839   |
| 2004              | 8,882,754   | 801,602    | -          | 9,684,356   |
| 2005              | 8,891,025   | 816,663    | -          | 9,707,688   |
| 2006              | 10,676,522  | 1,092,477  | 466,573    | 12,235,572  |
| 2006-P Rev. Pr.   | -           | 248,875    | -          | 248,875     |
| 2007              | 9,028,036   | 821,759    | 621,333    | 10,471,128  |
| 2008              | 20,583,000  | 700,979    | 533,757    | 21,817,736  |
| 2009              | 30,459,000  | データなし | データなし | 30,459,000  |
| 2010              | 34,764,500  | 849,861    | データなし | 35,614,361  |
| 2011 incl.(S)&(W) | 40,020,000  |            |            | 40,020,000  |
| 2011-S            |             |            | 99,882     | 99,882      |
| 2011-P Rev. Pr.   |             | 99,882     |            | 99,882      |
| 2011-W Burnished  |             |            | 409,809    | 409,809     |
| 2011-W Pr.        |             | 947,355    |            | 947,355     |
| 2012 incl.(S)&(W) | 33,742,500  | 877,731    | 226,120    | 34,846,351  |
| 2012-S            | -           | 281,792    | -          | 281,792     |
| 2012-S Rev. Pr.   | -           | 224,935    | -          | 224,935     |
| 2013              | 33,724,000  | 868,521    | 165,000    | 34,757,521  |
| 総数              | 349,478,482 | 19,788,547 | 2,522,474  | 371,789,503 |

出典：
- Bullion、1986–2011：。UnitedStatesMint “Final Figures for American Eagle Bullion (in pieces)”.   United States Mint. 2011年6月5日時点のオリジナルよりアーカイブ。2011年4月23日閲覧。
- 地金、2012年：。“Silver Eagle Mintage”.   Silver Eagle Guide. 2013年7月2日閲覧。
- 証拠と非流通、1986年から2012年：。“Silver Eagle Mintage”.   Silver Eagle Guide. 2014年2月24日閲覧。
- 地金2013 :.“Silver Eagle Mintage Figures (1986 - 2013)”.   Northwest Territorial Mint. 2015年3月29日時点のオリジナルよりアーカイブ。2014年12月14日閲覧。
- 証拠と非流通2013 :.“Silver American Eagle sells out”.   Numismatic News. 2015年3月29日時点のオリジナルよりアーカイブ。2014年12月14日閲覧。

## 供給

### 地金型銀貨
イーグル銀貨の販売は1986年11月 24日に始まり、初期在庫は「驚異的な需要により」すぐに完売した。
イーグル銀貨は、イーグル金貨とともに「他国で生産された金および銀地金に代わる投資代替品」として計画された。コインの広範な流通を確保するために、米国造幣局は、国内外でのコインのマーケティングと宣伝を支援するためにGrey Advertising社と契約した。
イーグル銀貨は米国造幣局によって一般消費者に直接販売されない。「小売市場や主要な投資市場でのコインの入手可能性を最大限にする効果的かつ効率的な流通」のために、財務・顧客基盤・流通基盤の条件を満たした認定仕入業者のネットワークを利用してコインを流通させている。

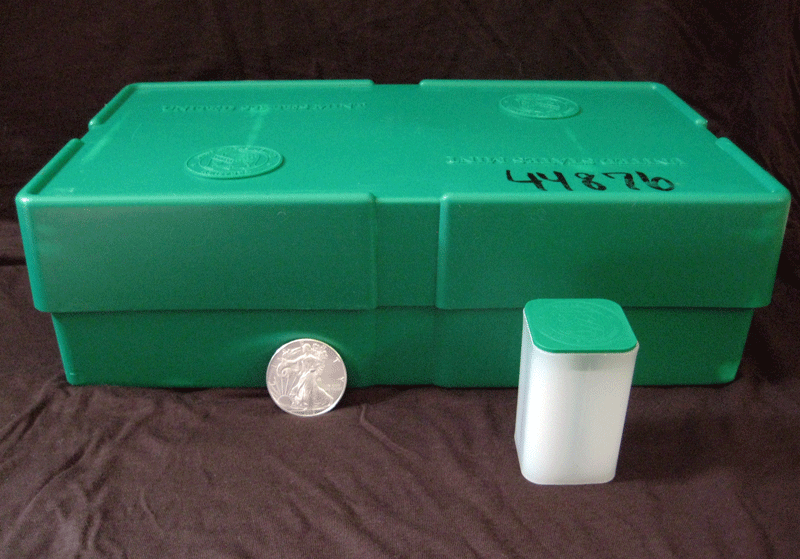
アメリカ造幣局がアメリカのシルバーイーグル地金コインを出荷するために使用する緑色のプラスチックの箱。各「モンスターボックス」には、25個の小さなプラスチックチューブ（図を参照）があり、それぞれ20枚のコイン、合計500枚のコインが入っています。

### プルーフ銀貨
プルーフ銀貨は地金型銀貨と異なり、米国造幣局によって一般に直接販売された。サテンの裏地が施され、ベルベットで覆われたプレゼンテーションケースに取り付けられた保護プラスチックカプセルに梱包され、真正性証明書が付属していた。

## 偽造防止
特に中国からの偽造銀貨が問題となっている。偽造を阻止し、製品の完全性を維持するためのセキュリティ機能が組み込まれている。
まず、コインには、視覚的および触覚的な認証手段として機能する、周囲に沿った特徴的な溝がある。この技術により、改ざんが明らかになるため、切り抜きや埋め込みによって銀貨から金型を盗もうとする試みが阻止される。この溝は、2021年からはさらにコインの鋳造年に応じて変化する。
さらに、高度なテクノロジーの使用により、細かく刻まれた碑文や象徴的なウォーキング・リバティーのイメージのリアルなレンダリングなど、複雑なデザインと高解像度のディテールを実現した。
そして、イーグルには、その製造を担当する特定の米国造幣局の施設を示す、独特の造幣局マークが付いている。この造幣局のマークはコインの追跡可能性をさらに高めている。